# Hans Bütikofer
Hans Bütikofer   (Coira, 29 de juliol de 1915 - Thun, 12 de gener de 2011) va ser un esportista suís que va destacar com pilot de bobsleigh, waterpolista i jugador d'hoquei sobre gel, entre d'altres esports.
El 1935 va guanyar la Sèrie Oest del Campionat Nacional d'Hoquei sobre gel suís i el 1936 guanyà el campionat nacional de waterpolo, però fou com a pilot de bobsleigh on més destacà. El 1936 va prendre part en els Jocs Olímpics de Garmisch-Partenkirchen, on guanyà la medalla de plata en la prova de bobs a 4 del programa de bobsleigh. Va fer equip amb Reto Capadrutt, Hans Aichele i Fritz Feierabend.